# Saab 21
SAAB 21 — шведський одномісний винищувач-моноплан з низьким крилом, розроблений і виготовлений компанією SAAB. Він мав відносно нетрадиційний фюзеляж з двобалковою конструкцією хвоста і штовхаючим гвинтом, що надавало літаку незвичайний вигляд.
Робота над літаком почалася після рішення ВПС Швеції розпочати масштабну програму розширення, готуючись до можливості втягнення у Другу світову війну. Компанія розробила літак-моноплан з двохбалочним хвостом, оснащений одним двигуном Daimler-Benz DB 605B, який був розташований у задній частині гондоли фюзеляжу, безпосередньо за пілотом, і приводив у рух штовхаючий гвинт. Таке розташування дозволило розмістити гармати в носовій частині літака, забезпечуючи пілоту хорошу видимість. Щоб пілот міг вискочити, не зачепивши пропелер позаду нього, на літаку було встановлене катапультне крісло.
30 липня 1943 року Saab 21 здійснив свій перший політ, а 1 грудня 1945 року перші зразки J 21A-1 були прийняті на озброєння. За ним швидко пішли вдосконалений J 21A-2, який мав більш важке озброєння, і винищувач-бомбардувальник A 21A-3. Через інтерес ВПС Швеції до реактивних винищувачів, SAAB також розробила реактивний винищувач Saab 21R, використовуючи британський двигун de Havilland Goblin.
Saab 21 був замінений у середині 1950-х років після менш ніж 10 років служби на De Havilland Vampire та Saab 29 Tunnan.

## Розробка
Наприкінці 1930-х років компанія SAAB проводила конструкторські дослідження можливих варіантів нового винищувача. Багато з них були засновані на використанні британського радіального двигуна Bristol Taurus, а деякі були нетрадиційними для того часу. Одна з досліджуваних конфігурацій була конфігурацією моноплана-штовхача з подвійною балкою, з двигуном позаду пілота в задній частині центральної гондоли. Ця незвична конструкція мала низку переваг, таких як можливість зосередити більшість знарядь у носовій частині літака, хороша видимість для пілота та легкість обслуговування. Хоча це багатообіцяюче конструкторське дослідження було завершено, воно залишалося бездіяльним до 1941 року, коли міркування оборони загострили неминучу потребу в ньому.
На початку Другої світової війни шведи стали стурбовані збереженням свого нейтралітету та незалежності, оскільки вони вважали що незабаром їм загрожуватиме одна або кілька європейських держав. Як надзвичайний захід, шведські ВПС розпочали масштабне переозброєння та розширення своєї армії протягом періоду 1939–1941 років, що включало закупівлю іноземних літаків, а також розробку своїх нових сучасних зразків. Однак, як наслідок війни, небагато воюючих країн були готові постачати винищувачі нейтральній країні, тоді як власних виробничих можливостей Швеції було б недостатньо принаймні до 1943 року. Як наслідок, Швеція була змушена придбати вже застарілий біплан Fiat CR. 42 з Італії як проміжний захід, який мав невелику цінність проти сучасних винищувачів-монопланів. Відповідно, SAAB почала шукати рішення для різних очікуваних виробничих проблем для запропонованого винищувача.
SAAB J 21 потребувала максимальної швидкості щонайменше 480 км/год (300 миль/год), що вимагало потужного двигуна. Було вирішено замінити двигун Taurus на американський радіальний двигун Pratt & Whitney R-1830 Twin Wasp. Однак Svenska Flygmotor також попросили надати альтернативу Twin Wasp. Варіанти були обмежені через терміновість, тому єдиним варіантом залишався двигун, виготовлений за ліцензією. Відповідно, було обрано місцеву версію нового німецького рядного двигуна Daimler-Benz DB 605B потужністю 1100 кВт (1500 к.с.), однак через недостатню зрілість DB 605B шведським інженерам знадобилося багато доопрацювань і модифікацій для готовності
SAAB 21 був незвичайним винищувачем з гвинтом штовхального типу із подвійною балкою і низьким розташуванням крила, триколісним шасі та важким переднім озброєнням. Кілька нещодавніх нововведень того часу були включені в його конструкцію, включаючи катапультне крісло для пілота, а компонування штовхача пізніше дозволило легко замінити двигун на турбореактивний двигун. До переваг конструкції штовхача можна віднести безперешкодний огляд для пілота спереду і можливість зосередження озброєння в носовій частині, однак основним недоліком є складність аварійного виходу, оскільки пілота може затягнути лопасті гвинта. Було розглянуто багато рішень, таких як відкидання гвинта або двигуна за допомогою вибухових зарядів перед викидом, перш ніж було прийнято рішення прийняти катапультне крісло, розроблене шведською оборонною фірмою Bofors, паралельно з винищувачем. J 21 був одним із перших експлуатаційних літаків у світі з катапультним кріслом.
Крило Saab 21 було побудовано навколо ламінарного профілю SAAB. Оскільки крила не могли легко вмістити основну опору шасі при прибиранні, колодязі були передбачені в хвостовій балці позаду заднього лонжерона крила. Для зменшення лобового опору в секції крила між фюзеляжем і хвостовою балкою розмістили охолоджувачі і канали для двигуна, а також встановили вбудовані паливні баки.
Спочатку озброєння складалося з однієї носової частини 20 мм (0,79 дюйма) Hispano-Suiza Akan m/41A та чотирьох 13,2 мм (0,52 дюйма) автоматичних гармат Akan m/39AA, двох у крилах і двох у носовій частині. На A-2 20 мм (0,79 дюймів) гармати було замінено на 20 мм (0,79 дюймів) Bofors Akan m/45 з стрічковою подачею. J 21A-3 (пізніше отримав назву A 21A) міг нести ракети та бомби. Пізніше протягом терміну служби Saab 21 автоматичні гармати калібру 13,2 мм, але згодом вони були переналаштовані на американський боєприпас калібру 12,7 мм (0,50 дюйма) для економності. Це покращило вогневі характеристики, але Saab 21 тепер був життєздатним лише як штурмовик через швидкість зміни конструкції винищувача.
Було створено три прототипи, з яких лише два мали бути придатними для польотів, тоді як третій являв собою статичний планер для цілей стрес-тестування. 30 липня 1943 року перший прототип J 21 здійснив свій перший політ під керуванням льотчика-випробувача SAAB Класа Сміта. Під час зльоту він використовував занадто багато закрилків, що погіршувало прискорення та набір висоти. Це призвело до того, що він вдарився об огорожу та пошкодив ходову частину, хоча згодом він зміг успішно приземлитися.

## Характеристики
Технічні характеристики:
- Кількість двигунів: 1

- Екіпаж: 1 людина

- Довжина: 10,44 м

- Висота: 3,97 м

- Розмах крила: 11,6 м

- Маса порожнього: 3250 кг

- Нормальна злітна вага: 4413 кг

- Двигун: DB-605B

Льотні характеристики:
- Максимальна швидкість: 645 км/год

- Дальність польоту: 750 км

- Практична стеля: 11 000 м

- Швидкопідйомність: 850 м/хв

Озброєння:
- Одна 20-мм автоматична гармата

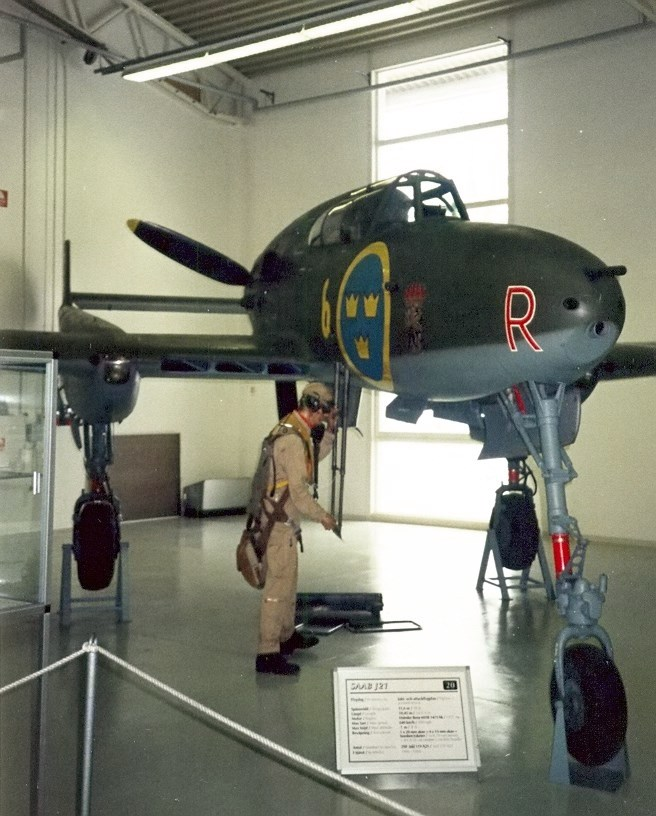

- Два 13,2-мм кулемети в носовій частині

- Два 13,2-мм кулемети по бортах

## Варіанти

Saab J 21A-3

### J 21A-1
Перша серійна версія винищувача. 54 екземпляри були виготовлені в 1945-1946 роках, виведений з експлуатації в 1949 році.

### J 21A-2
Друга та третя серійні версії винищувача (по 62 літаки кожна, побудовані між 1946 і 1947 роками). Літак мав кращу авіоніку та був озброєний шведською 20 мм (0,79 дюйма) гарматою. З 1953 по 1954 рік на пенсії.

### J 21A-3
Перша і друга серії штурмової версії (по 66 літаків кожна, побудована між 1947 і 1949 роками). Літак являв собою J 21A-2, оснащений бомбовим прицілом і мав пілони для бомб і ракет. Пізніше він був модернізований, щоб мати можливість використовувати дві ракети RATO.

### J 21B
Запланована версія, озброєна трьома 20 мм (0,79 дюймами) носовими гарматами, радаром у правій стрілі, покращеною аеродинамікою, куполом типу P-51 і потужнішим двигуном. Спочатку пропонувалися двигуни Daimler-Benz DB 605E або Rolls-Royce Griffon, але через кінець війни Німеччина не змогла поставити DB-605E, а британці ще не закінчили розробку двигуна Griffon. Тоді було прийнято рішення використовувати шведський двигун DB-605B, модифікований до 1700 к.с. Було створено повномасштабний макет, але через епоху реактивних літаків проект було скасовано наприкінці 1945 року через проект Saab 29. Не було побудовано жодного.